# Список умерших в 747 году

## Август
- 13 августа — Святой Вигберт, англосаксонский бенедиктинский монах и миссионер, ученик святого Бонифация, который вместе с ним отправился во Фризию для обращения местных племён в христианство.

## Дата смерти неизвестна или требует уточнения
- Ариберт II, великий князь славянского племени бодричей и всего Союза ободритов до 747 года.
- Кутлуг I Бильге Пэйло, каган уйгурского каганата (744—747).